# Júlia Billiart
Maria Rosa Júlia Billiart (Cuvilly, Picardia, 12 de julho de 1751 — Namur, 8 de abril de 1816) foi uma santa católica, beatificada pelo Papa Pio X em 13 de maio de 1906 e canonizada por Paulo VI em 22 de junho de 1969. Fundadora da Congregação de Notre Dame de Namur, é festejada em 8 de abril.

## Vida
Era filha de Francisco e Maria Antonieta, camponeses pobres e muito religiosos, por isso sempre precisou trabalhar, já que sua família passava por dificuldades econômicas. Mas, mesmo com todas as suas ocupações, sempre procurava tempo para visitar os enfermos e os abandonados. Ajudava-os e orava por eles, pois já havia aprendido todo o catecismo aos oito anos e feito a Primeira Eucaristia.
Um dia, quando ainda nem tinha vinte anos, enquanto trabalhava com seu pai, um indivíduo disparou um fuzil contra este e ela ficou com uma paralisia nas pernas, devido ao enorme choque emocional que teve. Mas, com freqüência, se ouvia ela dizer: "Que belo dia!"
Em 1790, devido à Revolução Francesa, mesmo nas sua condição de doente e pobre, só porque era religiosa, teve que fugir para Compiègne, "perseguida" pelas autoridades. Os sofrimentos agravaram de tal forma o seu problema que chegou a "perder a fala por alguns meses".
Em 1793 teve uma visão. Aos pés de uma cruz, ela "viu um grupo de mulheres vestindo roupas estranhas e escutou uma voz" que dizia: "Eis as filhas que te darei num Instituto que será marcado com a minha cruz."
No fim do tempo das convulsões jacobinas, mudou-se para Amiens, onde recobrou a fala e conheceu Maria Luísa Francisca Blin de Boudon, Viscondessa de Gézaincourt, mulher muito inteligente e culta, que seria sua amiga íntima e colaboradora.
Em Amiens, Júlia e Francisca fundaram o Instituto de Nossa Senhora, atual Congregação de Notre Dame de Namur, com o apoio do padre jesuíta Joseph Varin. O fim do instituto era o cuidado espiritual de crianças e formação de catequistas. Foi a primeira congregação religiosa que o fez sem distinções entre as integrantes, independentemente da classe social e raça. Assim que ingressaram ao instituto algumas candidatas, abriu-se um orfanato e inauguraram-se salas noturnas de catequese. Júlia dizia: “Pensem quantos poucos sacerdotes há atualmente e quantas crianças necessitadas se debatem na ignorância. Temos que lutar para ganhá-los para Cristo”.
Em 1804, juntamente com um padre fez uma novena ao Sagrado Coração de Jesus, e, no quinto dia, milagrosamente voltou a andar.
A saúde lhe permitiu consolidar e expandir sua obra, inaugurando os conventos em Namur, Gante e Tournai.
Ao ser substituído o Padre Varin, o novo confessor viu a presença da congregação com maus olhos. Então, o bispo de Amiens exigiu que a madre saísse de sua diocese. Ela se retirou com as religiosas para o convento de Namur, onde o seu bispo as recebeu. Madre Júlia passou aí os últimos sete anos de sua vida formando as religiosas e fundando novas casas.
Morreu em 8 de abril de 1816, enquanto recitava o Magnificat e fazia suas preces à sua protetora, Santa Júlia mártir de Cartago.